# Crugny
Crugny-sur-Ardre redirige ici.
Cet article possède un paronyme, voir Crogny.
Crugny est une commune française, située dans le département de la Marne en région Grand Est.

## Géographie

### Localisation
Crugny se trouve au nord-ouest du département de la Marne, en région Grand Est. La commune appartient à la région agricole du Tardenois.
La commune de Crugny s'étend sur une superficie de 1 246 hectares. Sur son territoire, l'altitude varie de 72 à 236 mètres. Le village se trouve dans la vallée de l'Ardre, rivière qui s'écoule dans la direction sud-est/nord-ouest, à la confluence avec le ruisseau de Brouillet en provenance du sud. Le village est dominé par plusieurs sommets : une colline au lieu-dit l'Arpent Tronqué au nord (202 m), la Montagne de Lhéry au sud-est (173 m à Brouillet) et le Mont de Béry (224 m à Arcis-le-Ponsart). Le point culminant de la commune se trouve plus au sud, au Bois le Moine.
Par la route, Crugny se situe à 74 km de Châlons-en-Champagne, préfecture du département, à 27 km de Reims, sous-préfecture, et à 8 km de Fismes, bureau centralisateur du canton de Fismes-Montagne de Reims dont dépend Crugny depuis 2015. La commune fait en outre partie du bassin de vie de Fismes.
Crugny est limitrophe de 6 communes :
| Courville        | Unchair | Hourges       |
|                  | Crugny  | Serzy-et-Prin |
| Arcis-le-Ponsart |         | Brouillet     |

### Hydrographie

#### Réseau hydrographique
La commune est dans la région hydrographique « la Seine du confluent de l'Oise (inclus) à l'embouchure » au sein du bassin Seine-Normandie. Elle est drainée par l'Ardre, le ruisseau de Brouillet, le cours d'eau 05 de la commune de Crugny, divers bras de l'Ardre et divers autres petits cours d'eau,.
L'Ardre, d'une longueur de 39 km, prend sa source dans la commune de Saint-Imoges et se jette dans la Vesle à Fismes, après avoir traversé 18 communes. 

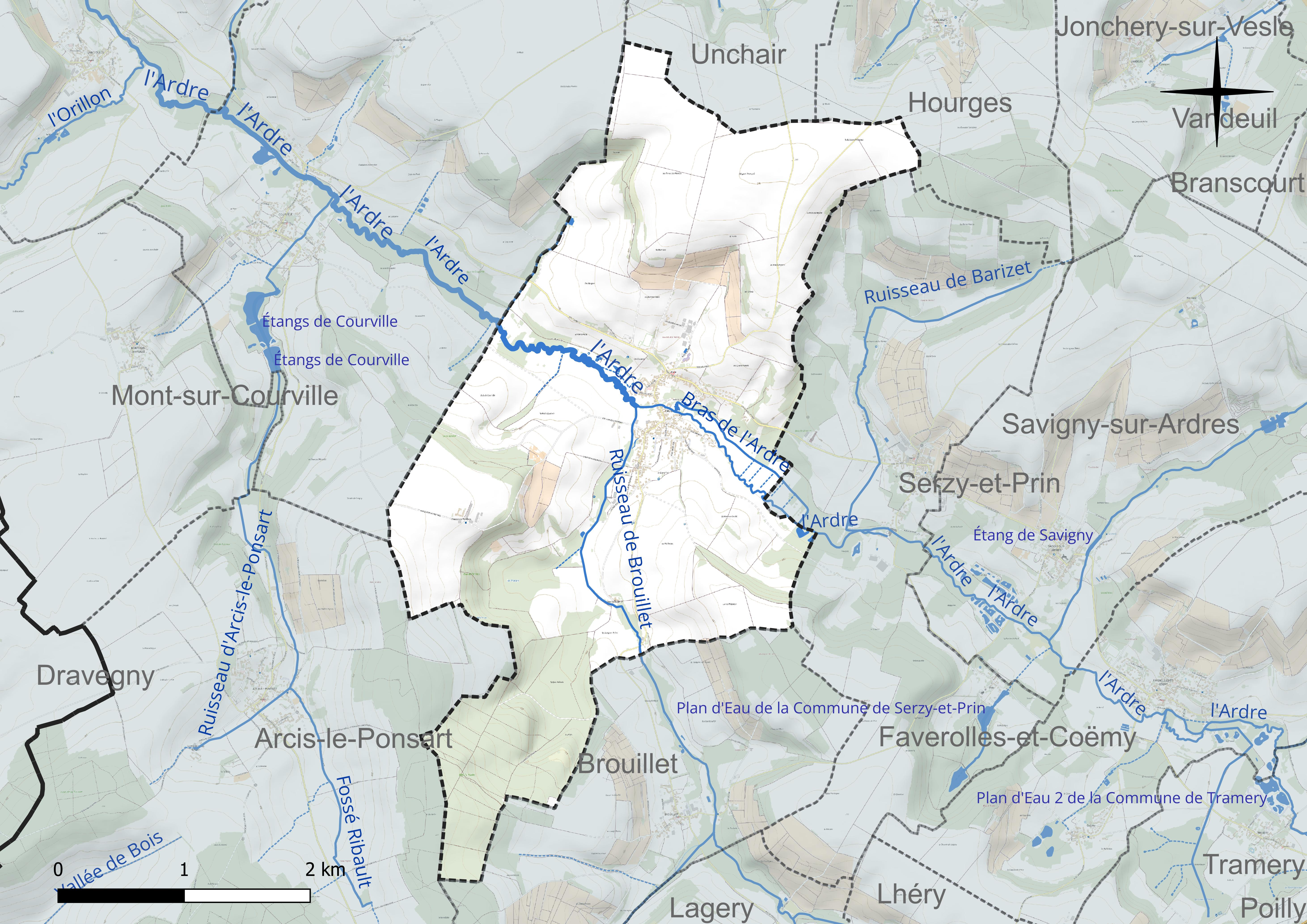
Réseau hydrographique de Crugny.

#### Gestion et qualité des eaux
Le territoire communal est couvert par le schéma d'aménagement et de gestion des eaux (SAGE) « Aisne Vesle Suippe ». Ce document de planification, dont le territoire s’étend sur 3 096 km2 répartis sur trois départements (Aisne, Marne et Ardennes) et deux régions (Champagne-Ardenne et Picardie), a été approuvé le 16 décembre 2013. La structure porteuse de l'élaboration et de la mise en œuvre est le Syndicat d’aménagement des bassins Aisne Vesle Suippe (SIABAVES). 
La qualité des cours d’eau peut être consultée sur un site dédié géré par les agences de l’eau et l’Agence française pour la biodiversité. 

### Climat
Pour des articles plus généraux, voir Climat du Grand Est et Climat de la Marne.
En 2010, le climat de la commune est de type climat océanique dégradé des plaines du Centre et du Nord, selon une étude du Centre national de la recherche scientifique s'appuyant sur une série de données couvrant la période 1971-2000. En 2020, Météo-France publie une typologie des climats de la France métropolitaine dans laquelle la commune est exposée à un climat océanique altéré et est dans la région climatique  Nord-est du bassin Parisien, caractérisée par un ensoleillement médiocre, une pluviométrie moyenne régulièrement répartie au cours de l’année et un hiver froid (3 °C). 
Pour la période 1971-2000, la température annuelle moyenne est de 10,5 °C, avec une amplitude thermique annuelle de 15,5 °C. Le cumul annuel moyen de précipitations est de 721 mm, avec 12,2 jours de précipitations en janvier et 8,7 jours en juillet. Pour la période 1991-2020, la température moyenne annuelle observée sur la station météorologique de Météo-France la plus proche, « Chambrecy-Civc », sur la commune de Chambrecy à 10 km à vol d'oiseau, est de 10,7 °C et le cumul annuel moyen de précipitations est de 734,0 mm. 
La température maximale relevée sur cette station est de 40,3 °C, atteinte le 25 juillet 2019 ; la température minimale est de −22,1 °C, atteinte le 17 janvier 1985,,. 
Les paramètres climatiques de la commune ont été estimés pour le milieu du siècle (2041-2070) selon différents scénarios d'émission de gaz à effet de serre à partir des nouvelles projections climatiques de référence DRIAS-2020. Ils sont consultables sur un site dédié publié par Météo-France en novembre 2022.

## Urbanisme

### Typologie
Au 1er janvier 2024, Crugny est catégorisée commune rurale à habitat dispersé, selon la nouvelle grille communale de densité à sept niveaux définie par l'Insee en 2022.
Elle est située hors unité urbaine. Par ailleurs la commune fait partie de l'aire d'attraction de Reims, dont elle est une commune de la couronne,. Cette aire, qui regroupe 294 communes, est catégorisée dans les aires de 200 000 à moins de 700 000 habitants,.

### Occupation des sols
L'occupation des sols de la commune, telle qu'elle ressort de la base de données européenne d’occupation biophysique des sols Corine Land Cover (CLC), est marquée par l'importance des territoires agricoles (72,3 % en 2018), une proportion identique à celle de 1990 (72,3 %). La répartition détaillée en 2018 est la suivante : 
terres arables (64,6 %), forêts (24,9 %), zones urbanisées (2,8 %), cultures permanentes (2,8 %), zones agricoles hétérogènes (2,6 %), prairies (2,3 %). L'évolution de l’occupation des sols de la commune et de ses infrastructures peut être observée sur les différentes représentations cartographiques du territoire : la carte de Cassini (XVIIIe siècle), la carte d'état-major (1820-1866) et les cartes ou photos aériennes de l'IGN pour la période actuelle (1950 à aujourd'hui).

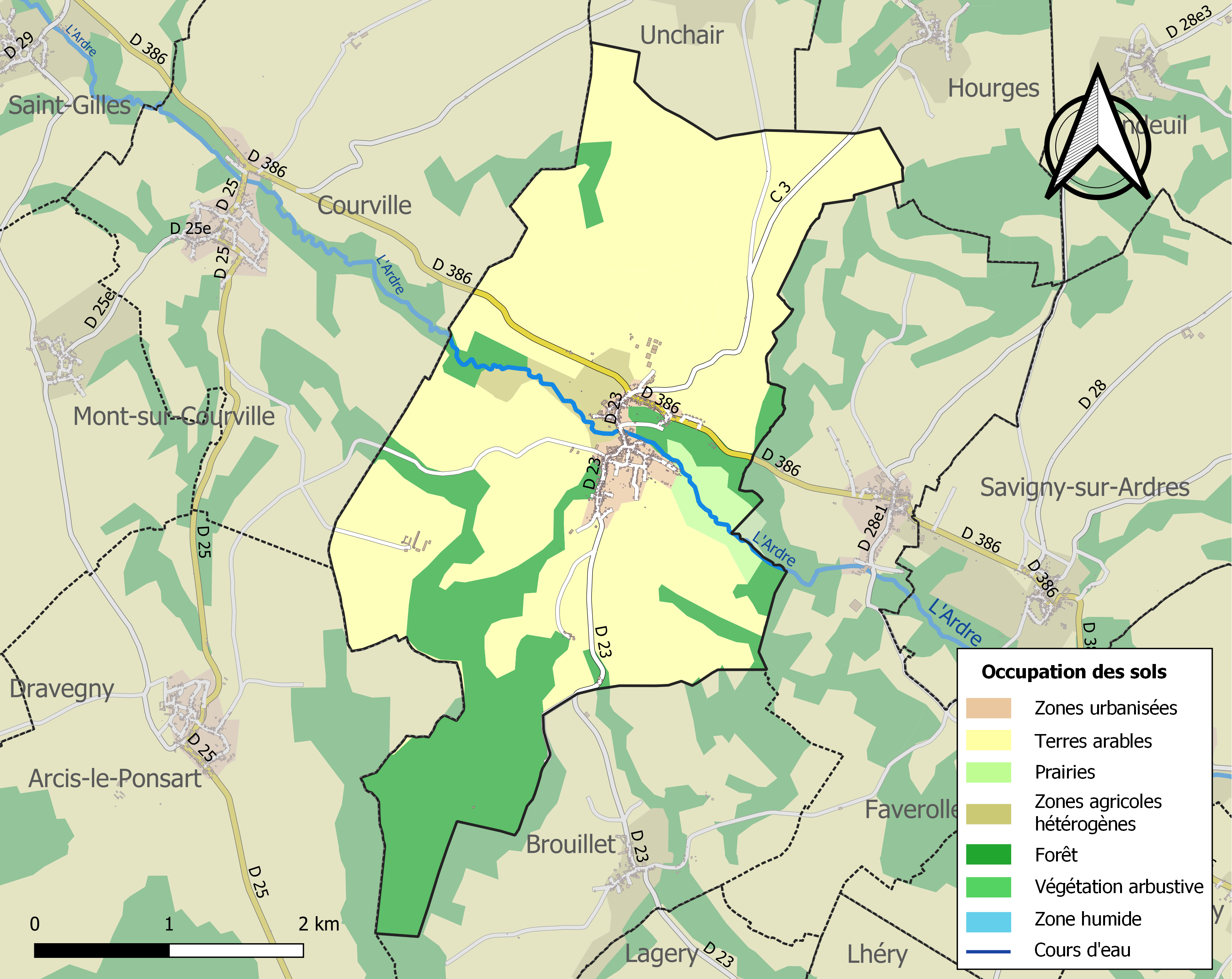
Carte des infrastructures et de l'occupation des sols de la commune en 2018 (CLC).

## Toponymie
Le nom de la localité est attesté sous les formes Crusciniacum, Cruciniacum (vers 948) ; Crusniacum (953) ; Crusneium (commencement du XIe siècle) ; Cruniacum (1149) ; Crusni, Crusnei (1156) ; Cruisniacum (1203) ; Cruneium (1212) ; Cruneyum (1239) ; Crugniacum (1250) ; Cruyni (vers 1252) ; Cruni (1261) ; Cruny (1276) ; Crugneyum (1277) ; Cruigni (1312) ; Crugni (1728).

La commune est parfois appelée Crugny-sur-Ardre de façon officieuse.

## Histoire
Le village aurait été donné à Sainte Geneviève par Clovis, elle-même le donna à saint Remi et aux évêques de Reims pour servir à l'édification de la cathédrale.
La fabrique de chaux encore visible actuellement a servi pour fournir la région et notamment lors de l'édification des murs de Reims au XIVe siècle.
Pendant la Première Guerre mondiale, sur le terrain de la bonne maison se trouvait le terrain d'aviation qui accueillit l'Escadrille des Cigognes.

## Politique et administration

### Intercommunalité
La commune, antérieurement membre de la communauté de communes des Deux Vallées du Canton de Fismes, est membre, depuis le 1er janvier 2014, de la communauté de communes Fismes Ardre et Vesle.
En effet, conformément au schéma départemental de coopération intercommunale de la Marne du 15 décembre 2011, les anciennes communautés de communes CC des Deux Vallées du Canton de Fismes (9 communes) et CC Ardre et Vesle (11 communes) ont fusionné par arrêté préfectoral du 23 mai 2013, afin de former à compter du 1er janvier 2014 la nouvelle communauté de communes Fismes Ardre et Vesle.

### Liste des maires
| Période                                  | Période                      | Identité                           | Étiquette | Qualité                                                              |
| ---------------------------------------- | ---------------------------- | ---------------------------------- | --------- | -------------------------------------------------------------------- |
| Les données manquantes sont à compléter. |                              |                                    |           |                                                                      |
| avant 1874                               | après 1876                   | Dufaux                             |           |                                                                      |
| 1879                                     |                              | Oudin                              |           |                                                                      |
| [Quand ?]                                |                              | Bernard Rennesson[réf. nécessaire] |           |                                                                      |
| Les données manquantes sont à compléter. |                              |                                    |           |                                                                      |
| juin 2006                                | En cours (au 4 juillet 2014) | Philippe Salmon                    | UMP-LR    | Conseiller départemental depuis 2015 Réélu pour le mandat 2014-2020, |

## Démographie
L'évolution du nombre d'habitants est connue à travers les recensements de la population effectués dans la commune depuis 1793. Pour les communes de moins de 10 000 habitants, une enquête de recensement portant sur toute la population est réalisée tous les cinq ans, les populations de référence des années intermédiaires étant quant à elles estimées par interpolation ou extrapolation. Pour la commune, le premier recensement exhaustif entrant dans le cadre du nouveau dispositif a été réalisé en 2004.

En 2022, la commune comptait 675 habitants, en évolution de +6,13 % par rapport à 2016 (Marne : −1,19 %, France hors Mayotte : +2,11 %).
| 1793 | 1800 | 1806 | 1821 | 1831 | 1836 | 1841 | 1846 | 1851 |
| ---- | ---- | ---- | ---- | ---- | ---- | ---- | ---- | ---- |
| 693  | 752  | 781  | 836  | 835  | 857  | 831  | 864  | 848  |

| 1856 | 1861 | 1866 | 1872 | 1876 | 1881 | 1886 | 1891 | 1896 |
| ---- | ---- | ---- | ---- | ---- | ---- | ---- | ---- | ---- |
| 852  | 882  | 872  | 812  | 814  | 798  | 792  | 769  | 738  |

| 1901 | 1906 | 1911 | 1921 | 1926 | 1931 | 1936 | 1946 | 1954 |
| ---- | ---- | ---- | ---- | ---- | ---- | ---- | ---- | ---- |
| 722  | 712  | 660  | 597  | 617  | 530  | 504  | 528  | 487  |

| 1962 | 1968 | 1975 | 1982 | 1990 | 1999 | 2004 | 2006 | 2009 |
| ---- | ---- | ---- | ---- | ---- | ---- | ---- | ---- | ---- |
| 438  | 410  | 343  | 393  | 499  | 576  | 603  | 613  | 600  |

| 2014 | 2019 | 2022 | - | - | - | - | - | - |
| ---- | ---- | ---- | - | - | - | - | - | - |
| 623  | 668  | 675  | - | - | - | - | - | - |

## Économie
Une boulangerie, un bar, un restaurant.

## Culture locale et patrimoine

### Lieux et monuments
L'église Saint-Pierre est classée monument historique.

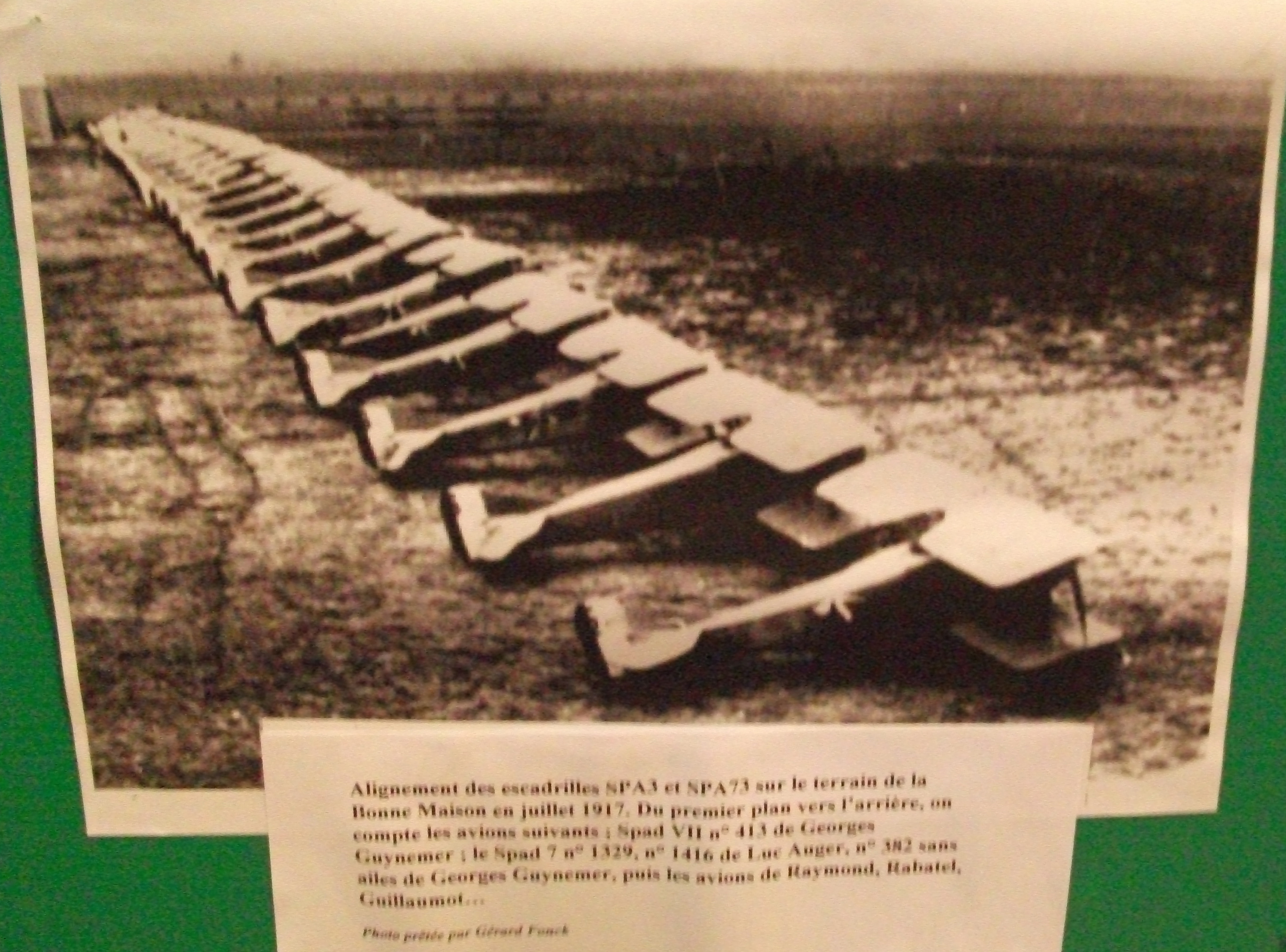
Avions sur le terrain de la bonne maison.
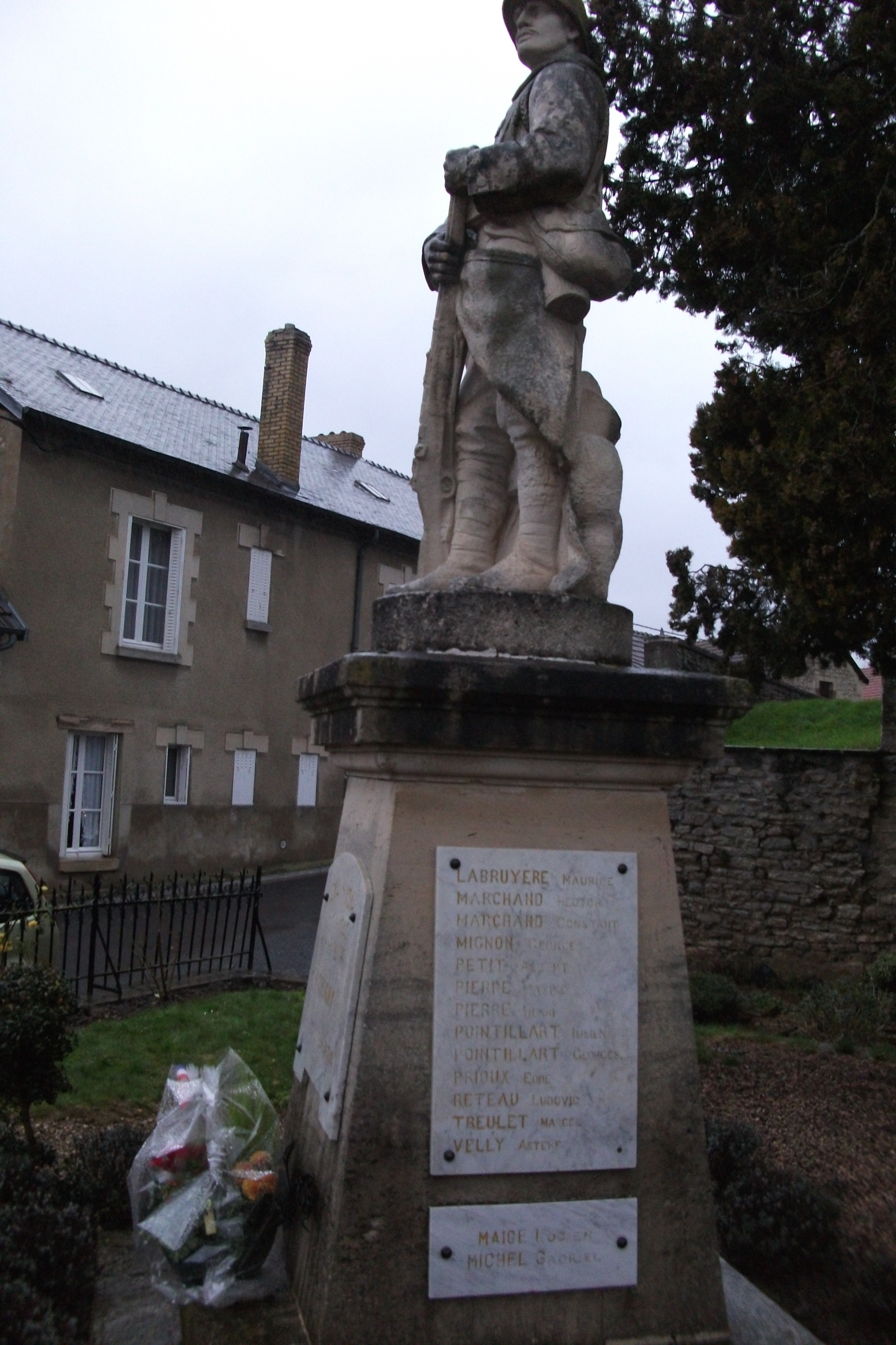
Le monument aux morts près de l'église.
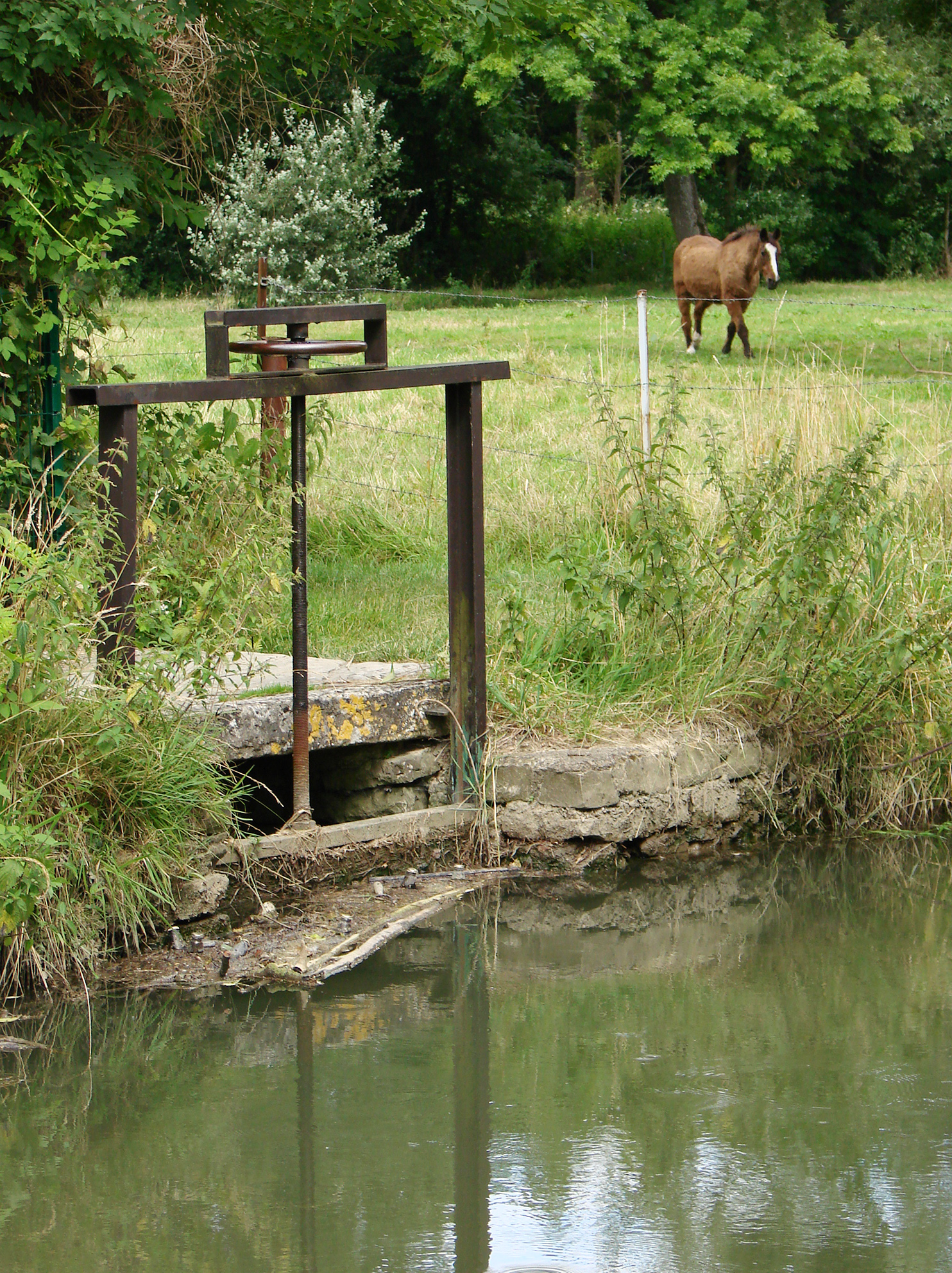
L'Ardre qui traverse le village.
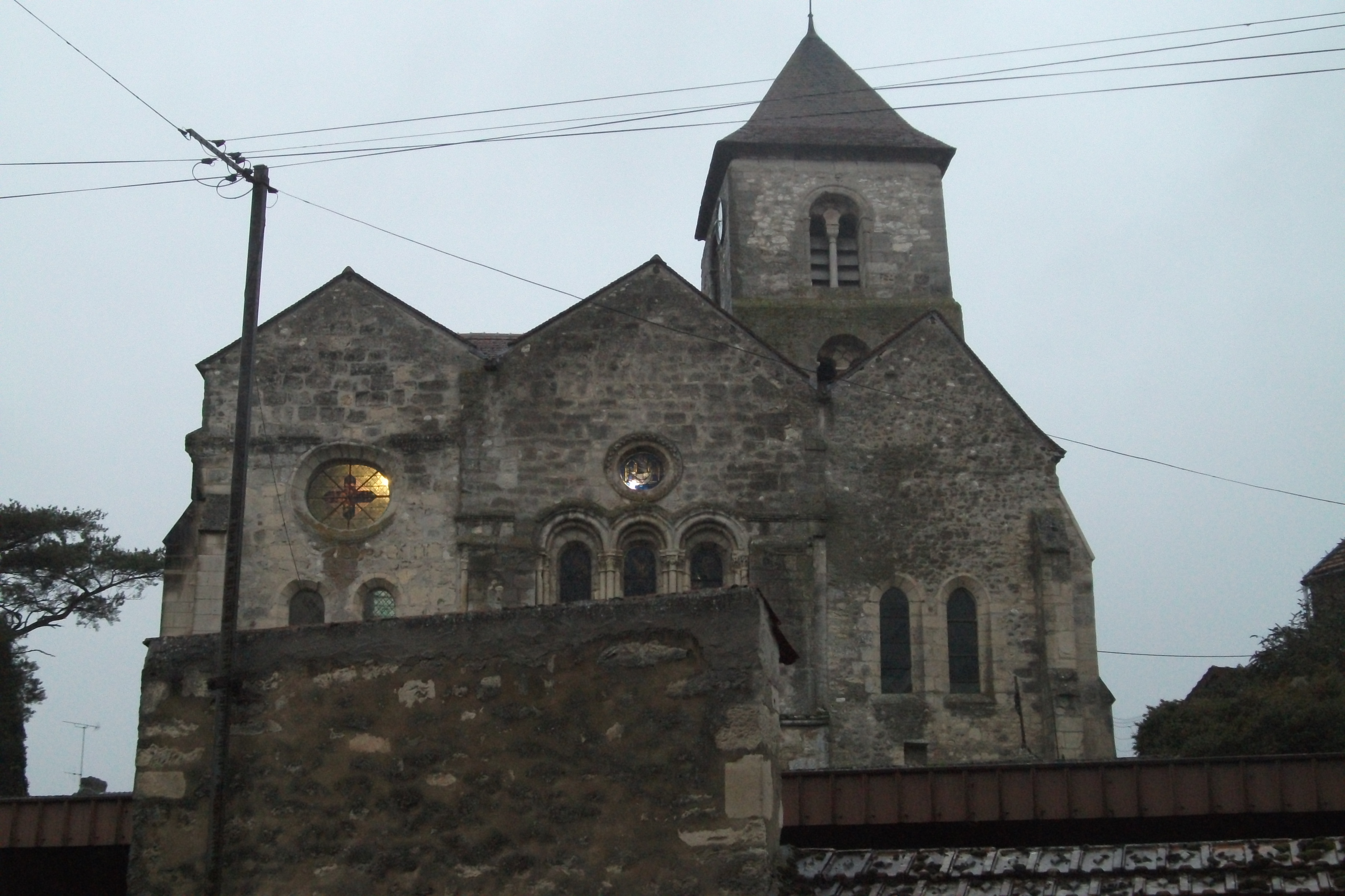
Vue de l'église depuis l'est.
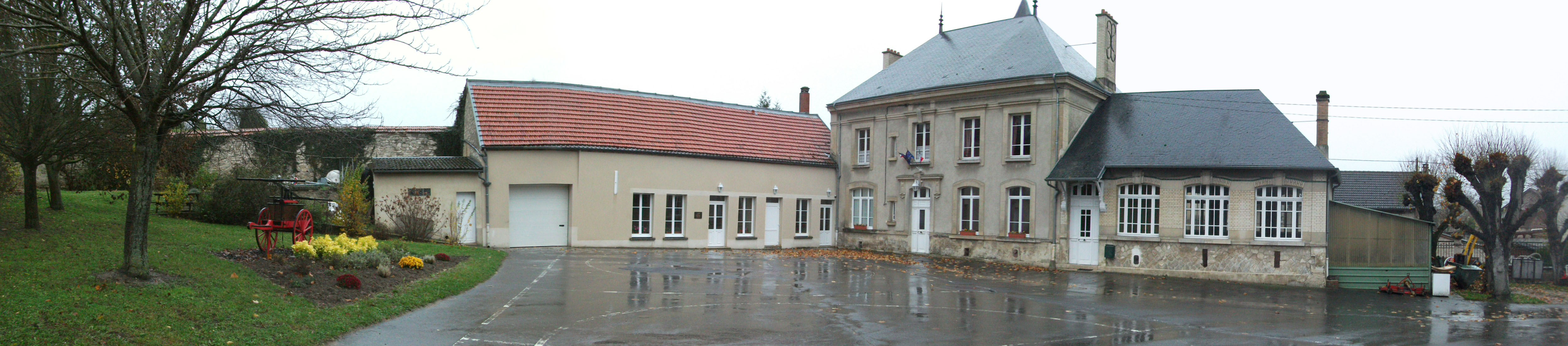
L'école qui fait l'autre côté de l'hôtel de ville.

### Personnalités liées à la commune
- Paul François Velly (1709-1759), religieux catholique.
- Henri Bocquillon (1834-1883), médecin.

### Héraldique
| Armes de Crugny | Les armes de Crugny se blasonnent ainsi : D'azur à une crosse d'évêque d'or, à la fasce ondée abaissée d'argent brochante, surmontée à dextre d'un four à chaux du même maçonné de sable sommé d'une fumée aussi d'argent, et à senestre d'une cigogne du même becquée et membrée d'or. Crugny n'avait jamais possédé d'armoiries. Elles ont été élaborées sur le forum Le Temps des Hérauts, conçues par Raymond Lévy et Sivane Saray, installées dans la salle du conseil municipal le 28 septembre 2014 à l'occasion de la première fête médiévale par le maire, P. Salmon. La fasce abaissée symbolise la Marne ; la crosse rappelle que la terre de Crugny avait été offerte aux évêques de Reims dès l'époque de saint Rémi, et est restée possession épiscopale ; le four rappelle l'ancienne activité principale de la commune ; la cigogne évoque l'escadrille dite « des Cigognes » stationnée sur le territoire.[réf. nécessaire] |